# Stegotetrabelodon
Genre
Espèces de rang inférieur
- † S. syrticus (espèce type) Petrocchi, 1941
- † S. orbus Maglio, 1970
- † S. lybicus  Petrocchi, 1943

Stegotetrabelodon est un genre fossile d'éléphantidés du Miocène, présentant des caractéristiques anatomiques semblables à celles des gomphothères.

## Systématique
Le genre Stegotetrabelodon est décrit par Petrocchi en 1941,.

## Description

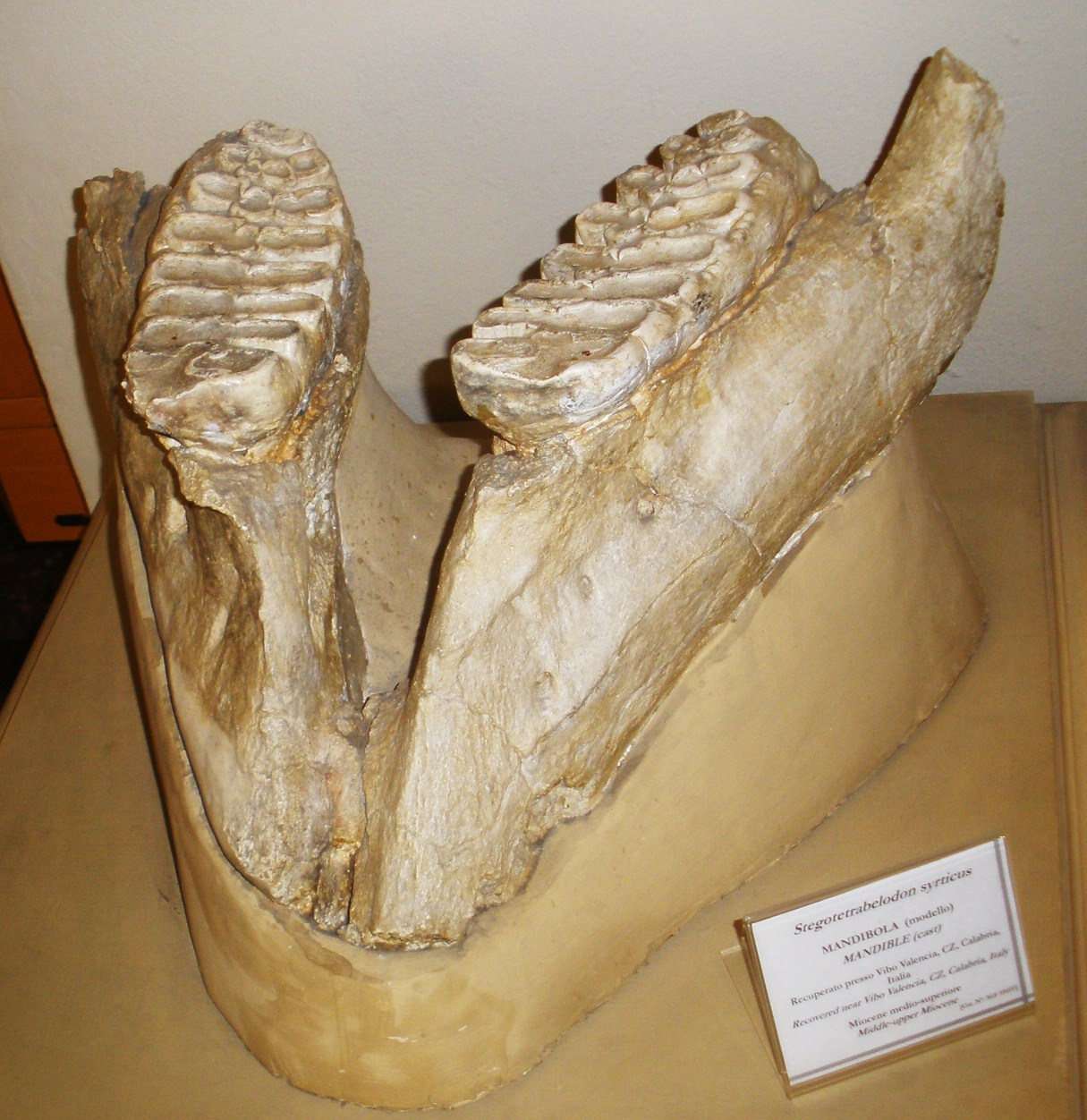
Mandibule de Stegotetrabelodon syrticus
au musée de géologie et de paléontologie de Florence.

L’espèce type S. syrticus du Miocène supérieur d'Afrique, atteignait environ 4 mètres au garrot, 7 mètres de long et une masse de 12 tonnes. De nombreux fossiles de S. syrticus ont été mis au jour au Tchad, dans le Djourab, sur plusieurs sites du secteur fossilifère de Toros-Menalla à partir de 1998. Depuis 2006 des fossiles de S. syrticus ont été mis au jour aux Émirats Arabes Unis. Présentant de légères différences ils ont été définis comme étant S. syrticus emiratus.
L’autre espèce reconnue sans équivoque est S. orbus, provient également du Miocène supérieur africain. D'autres espèces en dehors de l’Afrique sont classées dans ce genre, y compris des dents du Miocène supérieur de Hongrie et d’Iran décrites à l’origine comme appartenant au sous-genre de Mastodon, Bunolophodon, des spécimens chinois décrits à l’origine comme appartenant également au genre Mastodon, ainsi qu’aux genres Tetralophodon et Stegodon. S. maluvalensis de la formation géologique de Dokh Pathan, d'âge miocène supérieur, au Pakistan. 
À partir de 2001, aux Émirats Arabes Unis des chercheurs ont étudié plusieurs pistes d'empreintes de pas de proboscidiens qu'ils ont attribuées S. syrticus emiratus mis au jour à proximité. Ces empreintes sont conservées sur un grand affleurement calcaire entre les dunes de sable. Une piste mesurant environ 290 m, due à un gros individu solitaire, a été traversée ultérieurement à des dates indéterminables par treize pistes parallèles, mesurant environ 170 m, dues à d'individus de taille variée.

### Publication originale
- (it) C. Petrocchi, Il giacimento fossilifero di Sahabi, vol. 60(1), coll. « Bollettino della Societa Geologico Italiana », 1941, 107-114 p.